# Thisted Kommune (1970–2006)
| Strukturdaten       | Strukturdaten   |
| ------------------- | --------------- |
| Sitz der Verwaltung | Thisted         |
| Fläche              | 563,64 km²      |
| Einwohner           | 29.045 (2006)   |
| Kommune seit 2007   | Thisted Kommune |

Thisted Kommune war bis Dezember 2006 eine dänische Kommune im damaligen Viborg Amt in Jütland. Seit Januar 2007 ist sie zusammen mit  den Kommunen Hanstholm und Sydthy Teil der neuen Thisted Kommune.
Thisted Kommune wurde im Rahmen der Verwaltungsreform von 1970 neu gebildet und umfasste folgende Sogn:
- Arup Sogn
- Harring Sogn
- Hillerslev Sogn
- Hundborg Sogn
- Hunstrup Sogn
- Hørsted Sogn
- Jannerup Sogn
- Kallerup Sogn
- Kåstrup Sogn
- Nors Sogn
- Nørhå Sogn
- Sennels Sogn
- Sjørring Sogn
- Skinnerup Sogn
- Skjoldborg Sogn
- Snedsted Sogn
- Stagstrup Sogn
- Sønderhå Sogn
- Thisted Sogn
- Tilsted Sogn
- Torsted Sogn
- Tved Sogn
- Vang Sogn
- Vesløs Sogn
- Vester Vandet Sogn
- Vorupør Sogn
- Øsløs Sogn
- Øster Vandet Sogn
- Østerild Sogn

## Entwicklung der Einwohnerzahl
Stand jeweils zum 1. Januar:
- 1980 - 30.011
- 1985 - 29.668
- 1990 - 29.634
- 1995 - 29.509
- 1999 - 29.478
- 2000 - 29.499
- 2003 - 29.460
- 2005 - 29.133